# Torre Bofilla
La Torre Bofilla és un despoblat medieval que prové de l'època àrab. És al terme municipal de Bétera, al Camp de Túria, a 3,5 km del nucli urbà i a 14 km de València. És un assentament que sorgeix de les necessitats defensives de la taifa de València en el segle xiii, conservat sense destrucció ni incendi. Per aquest motiu, s'ha conservat, gairebé intacta, un tipus d'alqueria musulmana la població de la qual va continuar després de la conquesta cristiana.
Després d'unes excavacions, s'ha pogut obtenir la planta d'una alqueria medieval. L'elecció del lloc es va deure al fet que hi havia molta aigua, perquè es disposava d'un terreny amb una elevació d'uns quinze metres per a la construcció del sistema defensiu i, principalment, perquè hi havia bona terra per a conrear. L'excavació va ajudar a conèixer aspectes com l'estructura, la forma urbanística que tenia, l'aspecte i les dimensions de les cases, com es distribuïen, la relació i connexió entre aquestes, o els edificis diversos que hi havia.
Tot el conjunt era protegit i tancat pel sistema defensiu (torre i albacar), a més d'un altre circuit per a protegir la zona de residència, que era doble en alguns dels extrems, alhora que estava vigilat per les torres secundàries. És considerat Bé d'Interès Cultural sota la denominació Restes Arqueològiques de l'alqueria islàmica de Bofilla i la seva Torre.

## Història
La Torre Bofilla de Bétera és una torre de defensa erigida en període islàmic juntament amb altra vintena d'estructures similars en un cinturó d'uns 25 km entorn de la ciutat de València. Es tracta de torres situades entorn una desena o més quilòmetres de distància de la costa sobre plataformes elevades al peu de la xarxa de camins que antany vertebraven el territori.
La Torre Bofilla se situa en una zona agrícola d'abundants recursos hídrics, amb les restes arqueològiques de l'alqueria àrab al peu de les seves fàbriques. L'alqueria i la torre Bofilla van néixer probablement en el context històric de fortificació del territori entorn de la ciutat de València. L'alqueria fortificada islàmica va tenir una vida de tot just unes dècades fins a la conquesta de València en 1238 per part de Jaume I, que precisament va plantejar com a estratègia la fustigació i la rendició de les alqueries que envoltaven la ciutat, més que l'atac directe a aquesta.
A partir de la conquesta cristiana, l'alqueria apareix per primera vegada en la documentació històrica a través de disset notícies cronístiques i documents, entre les quals, el denominat Llibre del Repartiment i la Crònica de Jaume I. La torre va ser donada pel monarca a l'Orde de Calatrava que va exercir la seva propietat fins a mitjan segle xiv, quan l'alqueria es va abandonar a causa de la carestia, les guerres contra Castella i la pesta negra. Pel que sembla els habitants van ser absorbits en el proper nucli de Bétera i van seguir conreant les terres de Bofilla com a lloc privilegiat per a l'agricultura, però sense ocupar les seves construccions.
Sembla que l'origen de l'alqueria de Bofilla és de mitjan segle xi, com a lloc d'habitació i defensa del que no queden restes. Posteriorment quan les incursions almohades del nord d'Àfrica es construiria un recinte fortificat amb una torre, un albacar (definit com un espai emmurallat, adossat en general a una fortalesa o torre, la funció de la qual era la de servir de refugi a gents i bestiars que pastorejaven pels voltants a vegades de perill) i un recinte murat.
La planta de tot el recinte és rectangular. En les estructures de l'alqueria es va utilitzar la fàbrica de maçoneria per a igualar el terreny rocós per a després continuar en la part superior dels murs amb fàbrica de tàpia. La torre és l'únic element que queda dempeus d'aquesta alqueria, i va conservar l'altura original. El recinte de Bofilla es dividia en dues parts. D'una banda un sistema defensiu constituït per la torre principal, torres secundàries, l'albacar i la muralla defensiva. I per un altre el lloc d'habitació configurat per cases i edificis públics.
La Torre Bofilla, a mitjan segle xiv, va quedar despoblada i les construccions van ser desmantellades per a fer servir en altres obres. Abans de la recuperació els últims anys el recinte va ser utilitzat com terreny de cultiu.

## Descripció
Les cases eren formades per dependències principals, secundàries i el pati, aquest últim articulava la comunicació entre totes elles. Les cases s'agrupaven en illes. L'alqueria quedava tancada per un recinte emmurallat que en rodejava la totalitat. El segon recinte era més exterior i solament es desenvolupava en els costats nord i oest. Els edificis públics que havia a Bofilla eren els banys. Després de les excavacions arqueològiques s'han trobat dues portes de l'alqueria. La més important en el costat sud al costat de la torre principal. L'altra situada en el costat nord, defensada per una de les dues torres secundàries, la situada al Nord-est. Hi havia quatre pous en l'alqueria, un d'ells proporcionava aigua als banys. Fora del recinte hi hauria dos pous més.

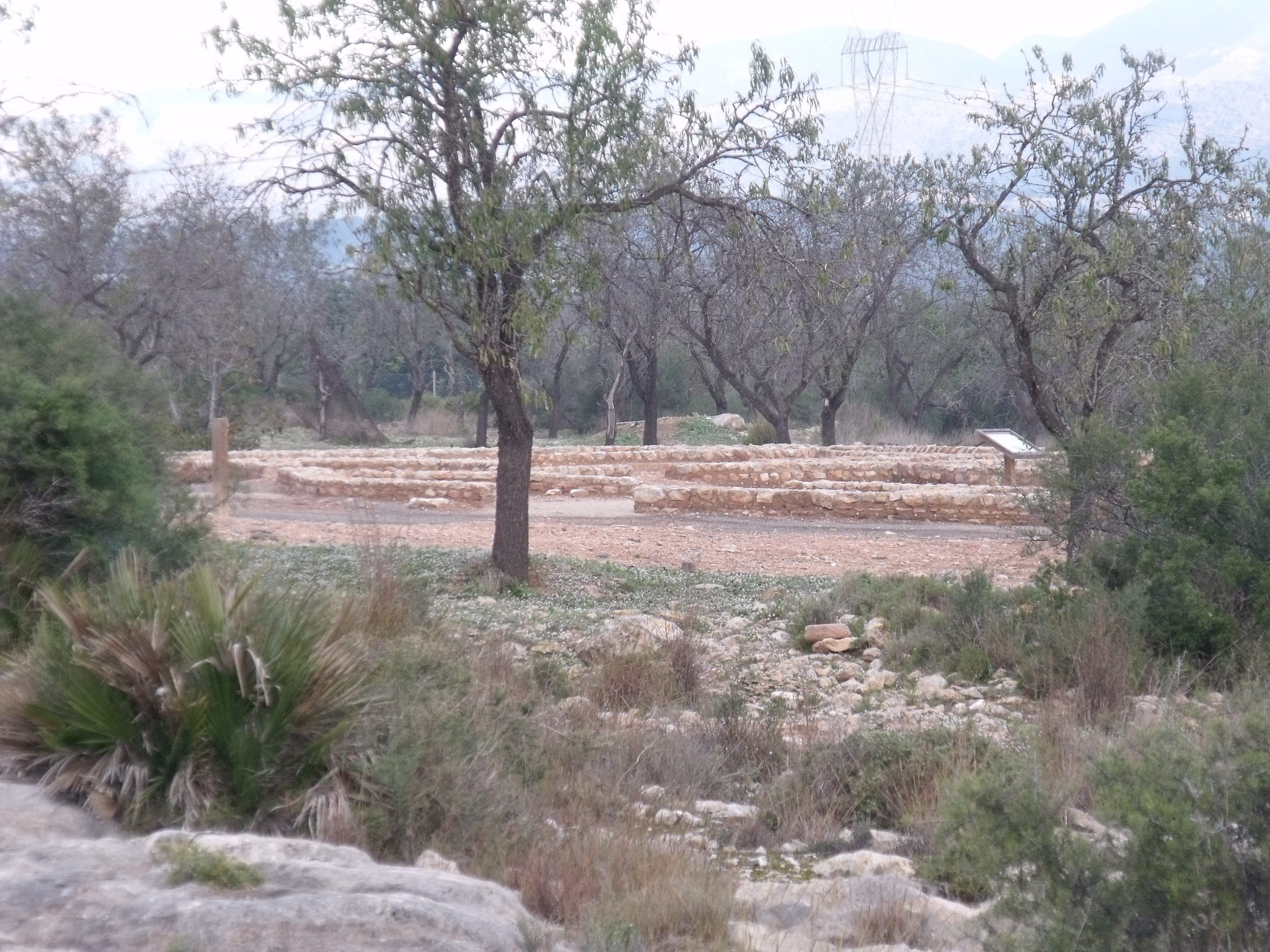
Restes dels habitatges islàmics.

La torre defensiva de Bofilla, es troba al costat de l'albacar, és l'únic element que es conserva. Té una altura de 16,5 m, que per l'exterior en el cantó sud-est arriba a més de 18 metres. La planta és quadrada amb 6,15 m de costat que decreix en altura fins a la coronació amb 5,2 m de costat, creant un perfil tronc-piramidal. L'espessor dels murs arriba a 1,20 m en la base de la torre i s'aprima pel decrescut exterior i els ressalts interns de suport dels forjats fins a amidar únicament 56 cm. La fàbrica és de tàpia observant-se els forats resultants en una paret, que van servir durant la construcció amb les agulles de la bastida de la construcció. A l'interior presentava quatre plantes que en l'actualitat han desaparegut. Tenia una terrassa a la part superior de la qual queda algun merlet. Des de la terrassa es vigilava i es comunicava per mitjà de focs amb les altres dues fortificacions amb les quals estaria enllaçada. L'accés a la torre es troba en la cara nord, i en altura respecte al nivell del sòl. Al costat de la torre i adossat a la mateixa per l'est es troba l'albacar del qual no es tenen restes de construccions en l'interior. Els murs estan realitzats en la part baixa amb maçoneria, i la part superior amb fàbrica de tàpia.
En 2010 es va acabar un procés de rehabilitació de la torre en el qual es van utilitzar les tècniques de construcció originals, per a evitar una falsa reconstrucció, pel que el seu aspecte és el real del seu estat, distingint clarament les zones recuperades. Interiorment, s'han reposat els nivells intermedis amb materials clarament actuals, però amb els espais i sistemes de sustentació existents originalment, i s'ha substituït l'escala de fusta de mà que s'anava pujant de planta en planta com mesura de seguretat i defensa, per escales metàl·lica fixes diferenciades com modernes. El mateix s'ha fet amb el pas de ronda superior, que va recuperar clarament l'aspecte  original, però deixant clar que no pertany al monument.
El restabliment dels pisos de l'edificació ha permès col·locar unes escaletes com les que existien antany que permeten accedir al pis superior de la talaia, des de la qual es pot albirar tota la comarca, de la mateixa manera que els antics habitants de l'alqueria controlaven el territori davant possibles incursions dels cristians.